# Kostel Nanebevzetí Panny Marie (Nezamyslice)
Kostel Nanebevzetí Panny Marie je původně raně gotický kostel se zvonicí nacházející se v Nezamyslicích. Kostel vznikl již ve třetí čtvrtině 12. století. Z původní románské stavby se dochovala pouze dolní část hranolové věže a snad i část zdiva presbytáře, loď je gotická. Součástí areálu je pohřební kaple sv. Erazima s náhrobními deskami rodu Lambergů, klasicistní márnice a ohrazení s branami. Kostel Nanebevzetí Panny Marie v Nezamyslichích je unikátní tím, že díky dvěma řadám sloupů se stavebně jedná o trojlodí s pozdně gotickou tzv. sklípkovou (nebo také diamantovou) klenbou. Kostel je dominantní stavbou viditelnou z dalekého okolí.
Areál kostela se nachází na vyvýšenině severozápadním směrem od středu obce, spolu s hřbitovní kaplí sv. Erazima, hřbitovem a s budovou Muzea kostelů. Stavba kostela byla realizována zřejmě na náklad Viléma z rodu Dubských, sídlící v Třebomyslicích. Kostel byl podřízen klášteru v Břevnově a sídlilo zde benediktinské proboštství.

## Historie

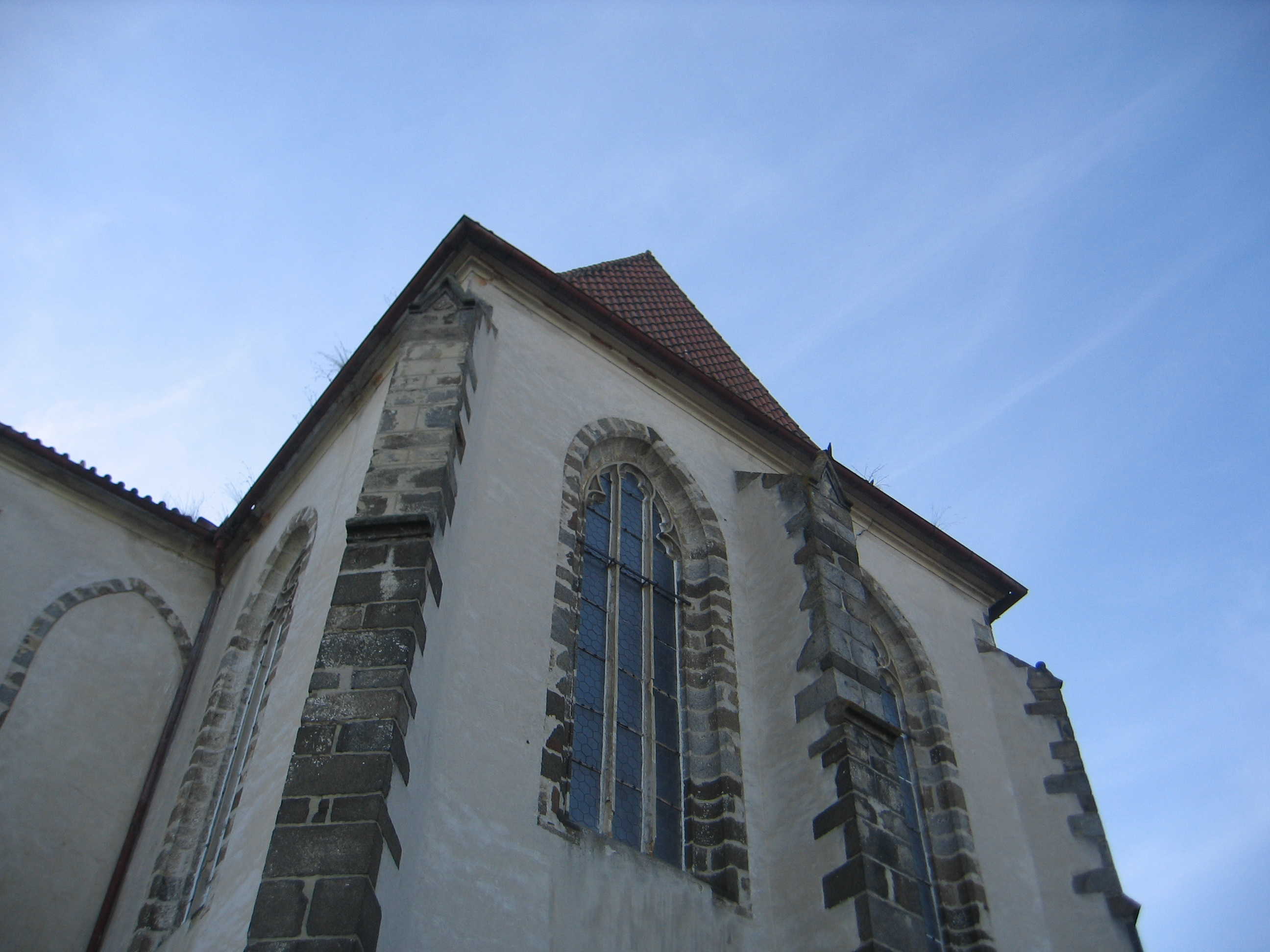
Presbytář od východu

Kostel byl postaven ve významné lokalitě Plzeňského kraje, v Nezamyslicích. Nezamyslice jsou písemně poprvé doloženy k roku 1045 jako majetek benediktinského kláštera v Břevnově, věnovaný mu knížetem Břetislavem. Románská stavba byla upravena kolem roku 1350. Přibližně v roce 1390 byl kostel přestavěn ve slohu vrcholné gotiky. Vzhledem k tomu, že byl kostel několikrát upraven, projevuje se na jeho podobě více architektonických slohů a stylů. Z původní stavby se zachovala pouze spodní část hranolové věže, což dokládá spodní řada zvonových oken. Návštěvníka však nejvíce zaujme vzácná sklípková klenba lodi, sklenutá počátkem 16. století údajně ještě za Půty Švihovského z Rýzmberka. Tohoto patrona kostela připomínají také erby na kamenném sanktuáriu v presbytáři. Výzdoba kostela byla z většiny pořízena v době baroka. Hlavní oltář je pseudogotický, vytvořený ve druhé polovině 19. století podle návrhu Josefa Mockera. Mezi zvláštnosti kostela patří velký mystický obraz Ukřižování na bočním oltáři. který je starou kopií slavného Isenheimského oltáře německého pozdně gotického malíře Grünewalda.

### Program záchrany architektonického dědictví
V rámci Programu záchrany architektonického dědictví bylo v letech 1995-2014 na opravu kostela čerpáno 3 845 000 Kč.
| rok    | 2007 | 2010 | 2011  | 2012 | 2013 | 2014 |
| ------ | ---- | ---- | ----- | ---- | ---- | ---- |
| částka | 700  | 420  | 1 165 | 610  | 400  | 550  |

## Stavební fáze

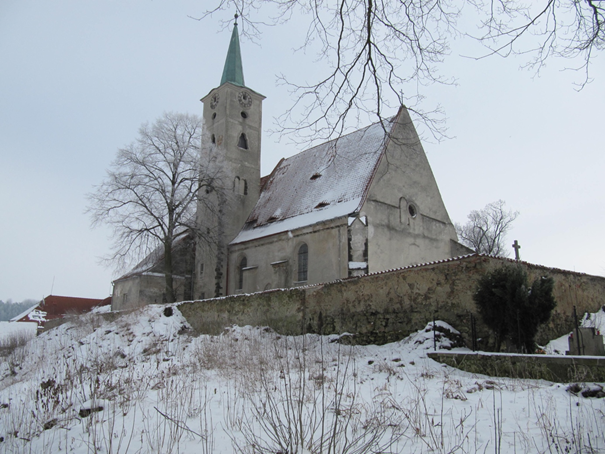
Pohled na kostel

Kostel Nanebevzetí Panny Marie je zmiňován jako původně raně středověký kostel se zvonicí kol. 1350, avšak jeho přesnější datování je dosti problematické, hlavně kvůli častým a rozsáhlým úpravám stavby. Prvotní část kostela je románská hranolová věž na severní straně, s dnes již zazděnými sdruženými podvojnými okénky ve třetím patře.V další stavební fázi ve 13. století byly vystavěny zdi chrámové lodě, část chóru a spodní část věže. Jako další byl přistavěn presbytář a závěr chóru ve druhé polovině 14. st. (asi kol. r. 1390). Další stavební úpravy kostela se uskutečnily na počátku 16. st. kdy byl sklenut rovný strop sklípkovou klenbou a z vnější strany kostela přistaveny opěráky. Kostel prošel kompletní rekonstrukcí v r. 1736, téhož roku proběhlo sejmutí střešní krytiny na věži. Ta byla následně vyvýšena a nasazena na ni jehlancová střecha, r. 1800 byli stavební práce na věži dokončeny.

## Stavební podoba
Kostel v Nezamyslicích je trojlodní orientovaná stavba s omítnutou fasádou, převážně z lámaného kamene s kvádrovými hranami a opěráky. Půdorysně je stavba zakončena pravoúhlým presbytářem s transeptem. Do hlavního vchodu v západním průčelí se vstupuje po pěti schodech a prostor nad vchodem vyplňuje okno, kde se nachází barokní malovaný erb knížat Lambergů. Kostel míval další vchody – jižní, který byl zazděn při budování krypty a severní, který ustoupil stavbě oltáře sv. Kříže. Chrámový interiér rozdělují tři páry pilířů na tři jednotlivé lodě, z nichž hlavní loď je jen o půl metru širší a oddělena širokými polokruhovými oblouky od lodí bočních. Tupě lomený triumfální oblouk odděluje prostor trojlodí kostela se sklípkovou klenbou od vyvýšeného presbyteria s polygonálním závěrem a křížovou klenbou. Z lodi se vstupuje na kruchtu po točitém schodišti do patra.

## Popis objektu

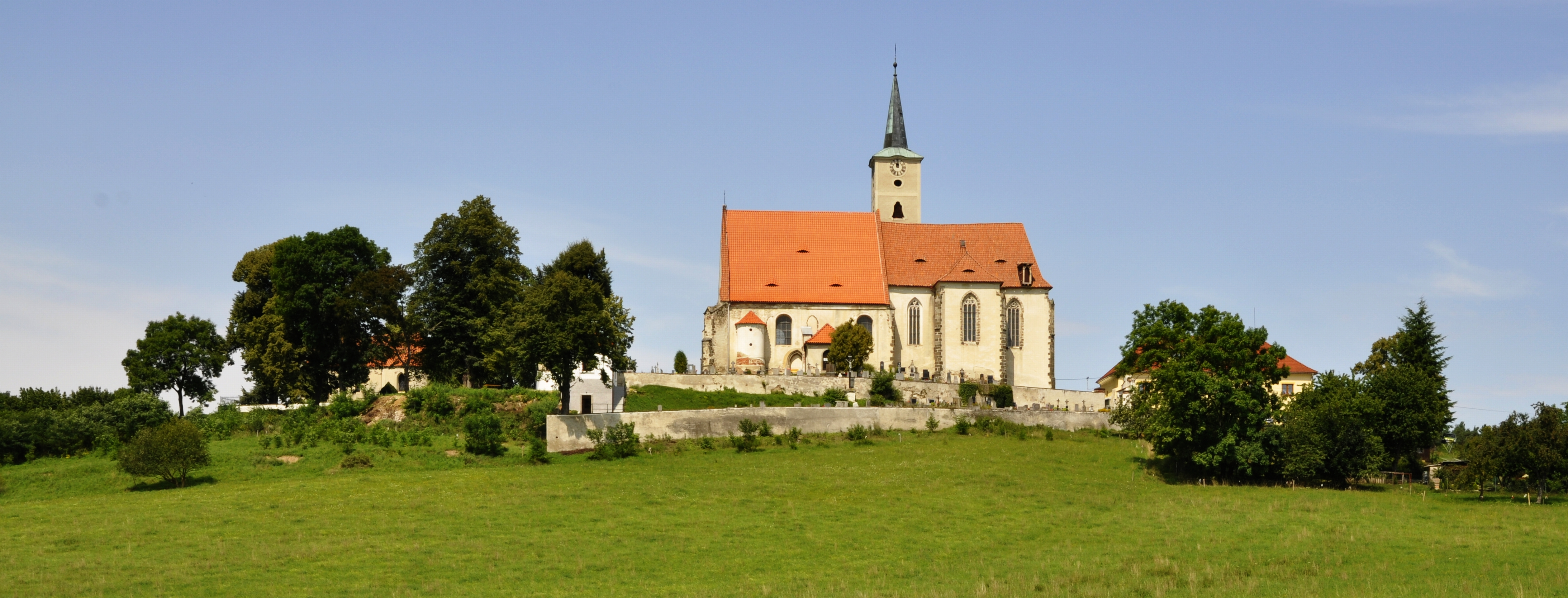
Kostel Nanebevzetí Panny Marie od jihu

### Exteriér
Z průběhu a navázání kamenné zkosené římsy soklu vyplývá, že nejstarší známý a dosud z větší části zachovaný kostel měl obdélnou plochostropou loď v půdorysném rozsahu dnešního trojlodí (přibližně 14,5 × 21 m) a obvodové zdivo, které existuje v plné výši včetně předsazené kamenné korunní římsy. Kamenná ostění dvou lomených oken, jejich poloha a rozměry, analyticky přiznaná na jižní fasádě lodi při opravě kostela v šedesátých letech 20. století, naznačují, že se zde nalézala původně přinejmenším tři okna.

### Půdorys
Vzhledem k tomu, že okna bývala na severní straně zvláště ve vyšších zeměpisných polohách z klimatických důvodů redukována nebo zcela vyloučena, nelze za daného stavu poznat a bez dalšího průzkumu stanovit jejich počet a umístění v severní obvodové zdi lodi. Nízký a široce rozepjatý vítězný oblouk se otevíral do kněžiště, které zaujímalo přinejmenším plochu západního pole dnešního presbytáře.
Rozměry původního gotického kněžiště zčásti určuje jeho jižní zeď, stavebně provázaná s východní zdí lodi i pomocí soklu o tloušťce 10 cm, jenž sahá s krátkým přerušením až k jižnímu příčnému rameni presbytáře.

### Interiér

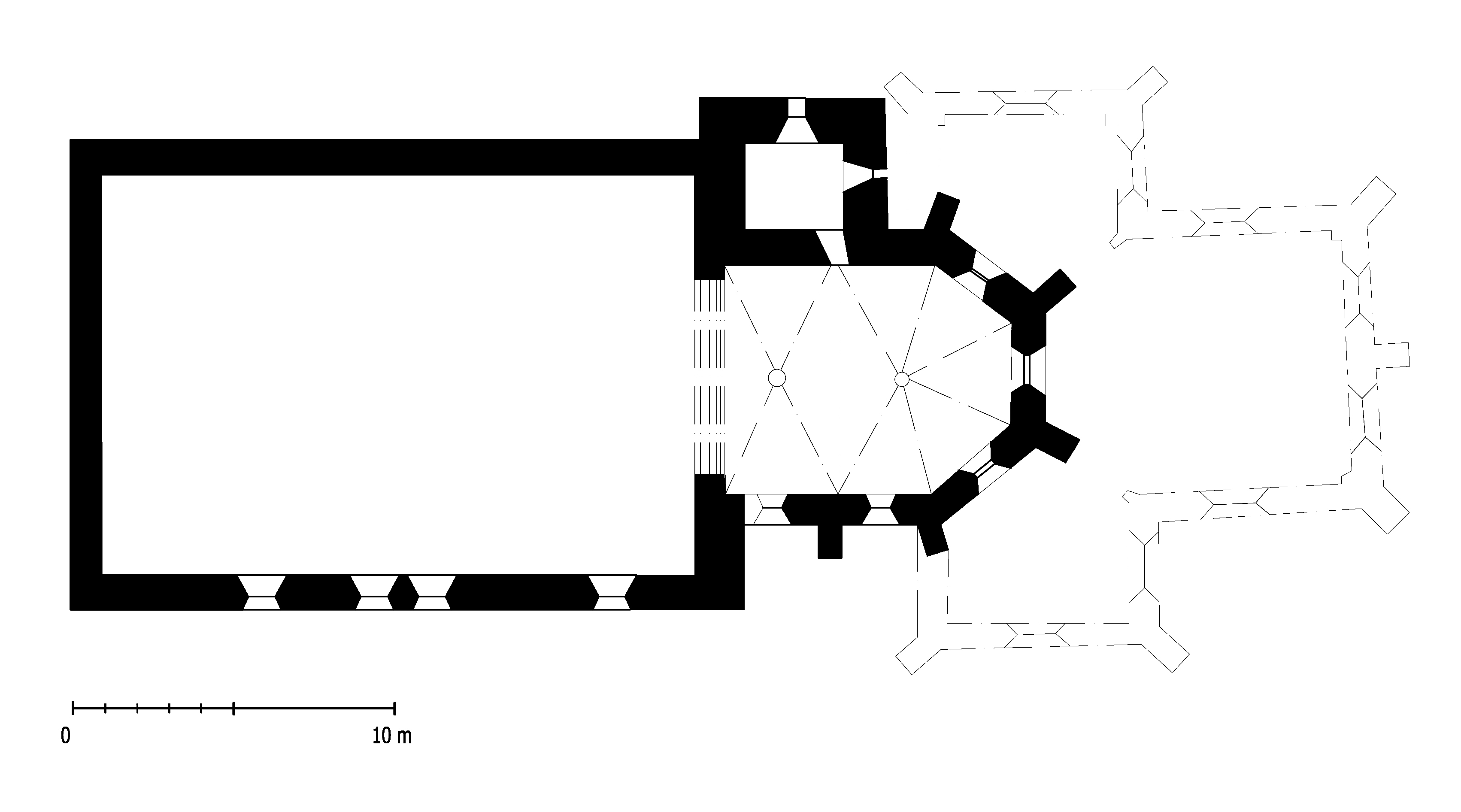
Půdorys kostela

#### Interiér věže
Přízemí věže je přístupné z presbytáře lomeným profilovaným portálem, jenž byl znovu odhalen při opravách stavby v první polovině šedesátých let 20. století. V roce 1526 byly pořízeny pro kostel dva zvony od mistra Bartoloměje z Prahy, roku 1538 zhotovil neznámý mistr třetí zvon.

#### Klenba

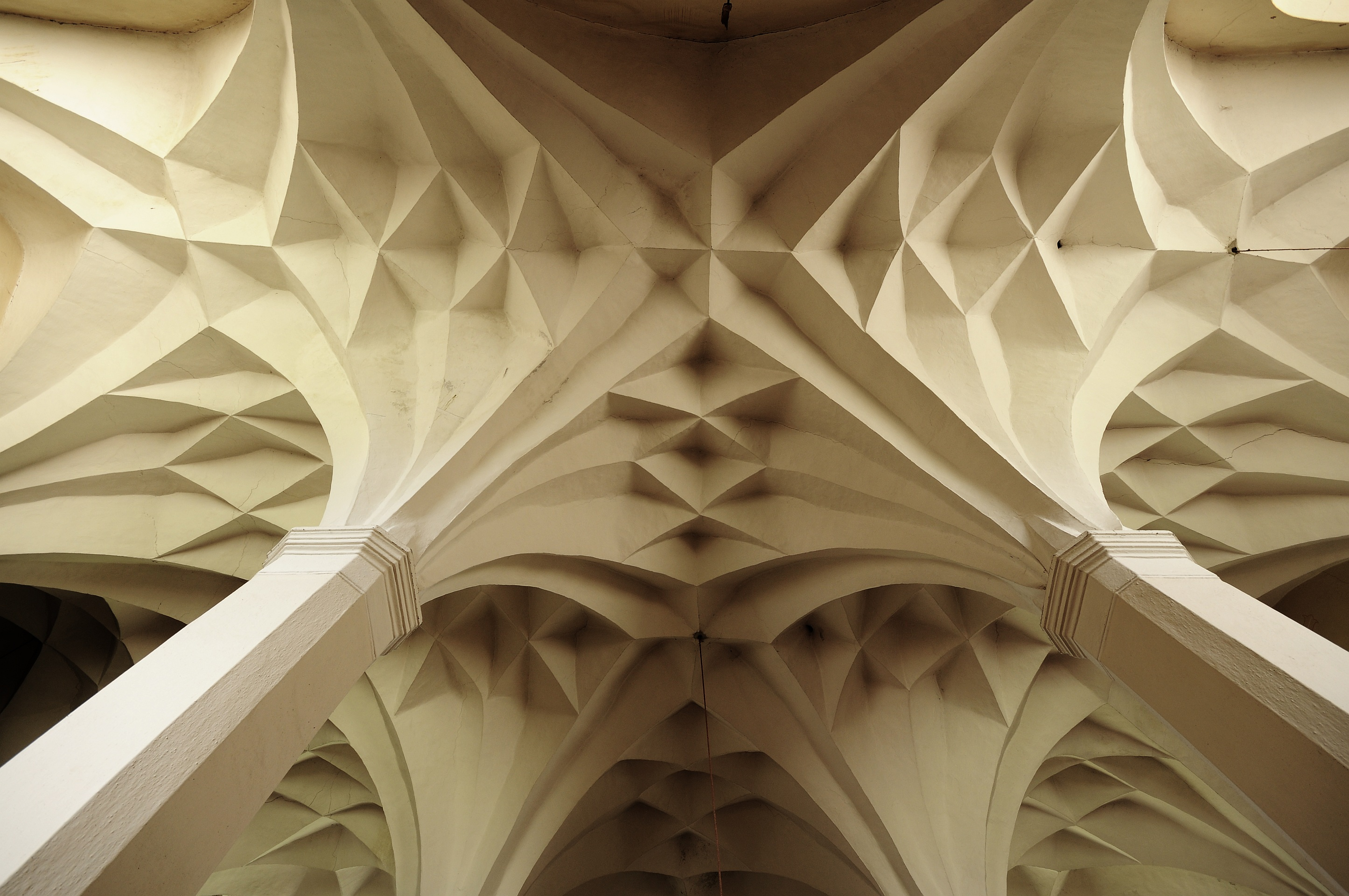
Trojlodní síň se sklípkovou klenbou

V případě krovu nad trojlodím kostela v Nezamyslicích přinášejí jindy přesvědčivé dendrochronologické poznatky naopak několik nejasností. S ohledem na známou a převažující stavební praxi lze soudit, že obvykle nad určitým prostorem interiéru nejdříve vznikl krov a střecha, a teprve potom byl interiér opatřen stropem, popřípadě zaklenut. Přičemž stáří dřeva použitého na stavbu krovu zpravidla znamená terminus post quem provedení klenební konstrukce. V literatuře se však až dosud všeobecně udává, že sklípková klenba trojlodní síně kostela v Nezamyslicích pochází z počátku 16. století, tedy ještě z doby Půty Švihovského z Rýzmberka.

## Zajímavosti
- Z rozboru formálních znaků a souvisejících staveb opatřených sklípkovými klenbami v jižních a jihozápadních Čechách (Horažďovice, Blatná, Bechyně, Kuklov u Brlohu) vyplývá, že nejspíš v době kolem roku 1515 nechal Půtuv syn Jindřich Švihovský (†1551) upravit loď nezamyslického kostela na síňové trojlodí se sklípkovými klenbami.
- Kazatelnu z 1. poloviny 18. století daroval hrabě Lamberg v roce 1916 kostelu sv. Mikuláše na Staroměstském náměstí v Praze. Tuto prostou kazatelnu z Nezamyslic zdobí na bocích řečniště zlacené reliéfy čtyř evangelistů. Na ploché stříšce jsou nepolychromované sošky světců bez atributů.[10]

## Fotogalerie

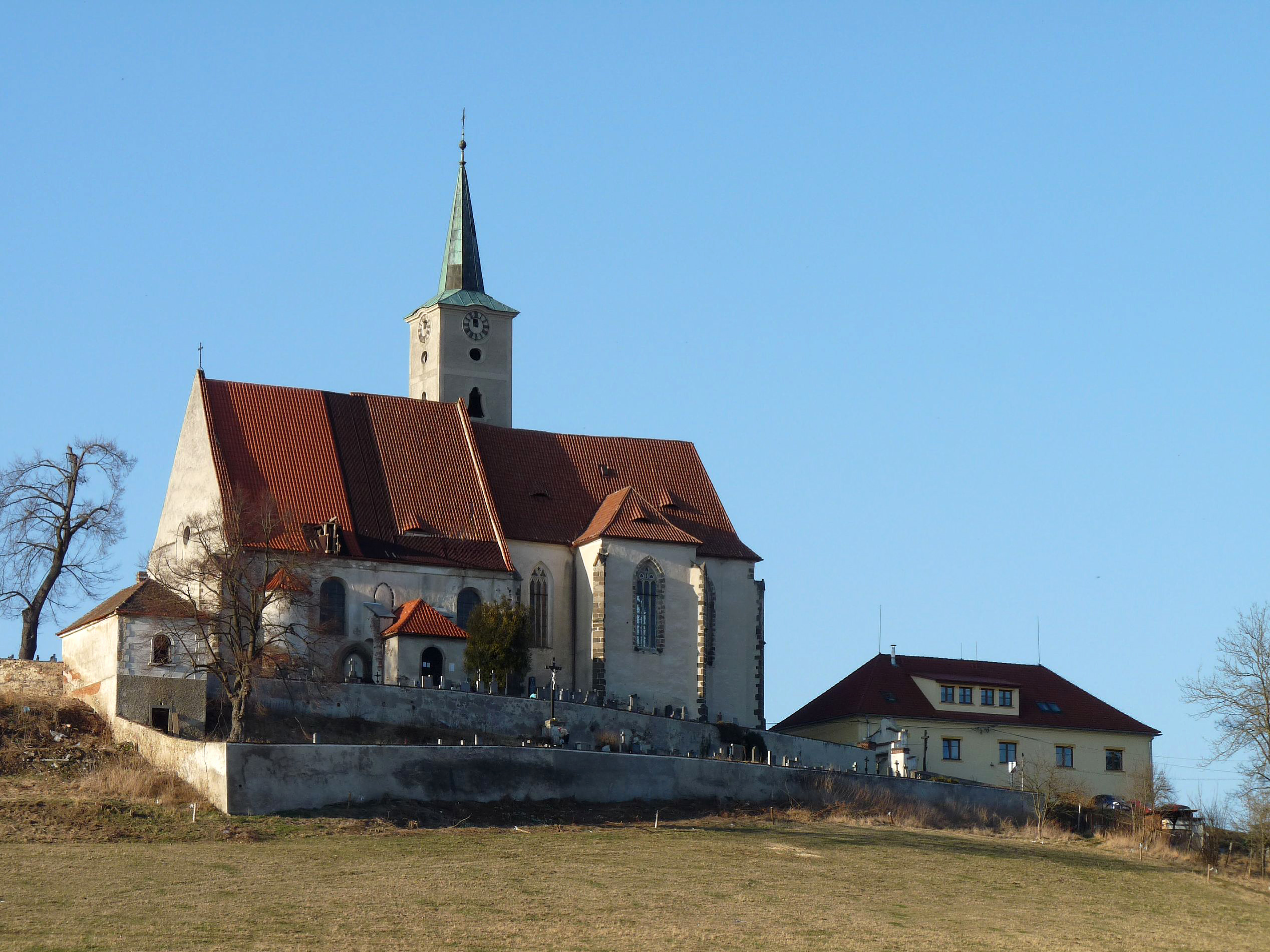
Kostel Nanebevzetí Panny Marie v obci Nezamyslice, napravo bývalá škola
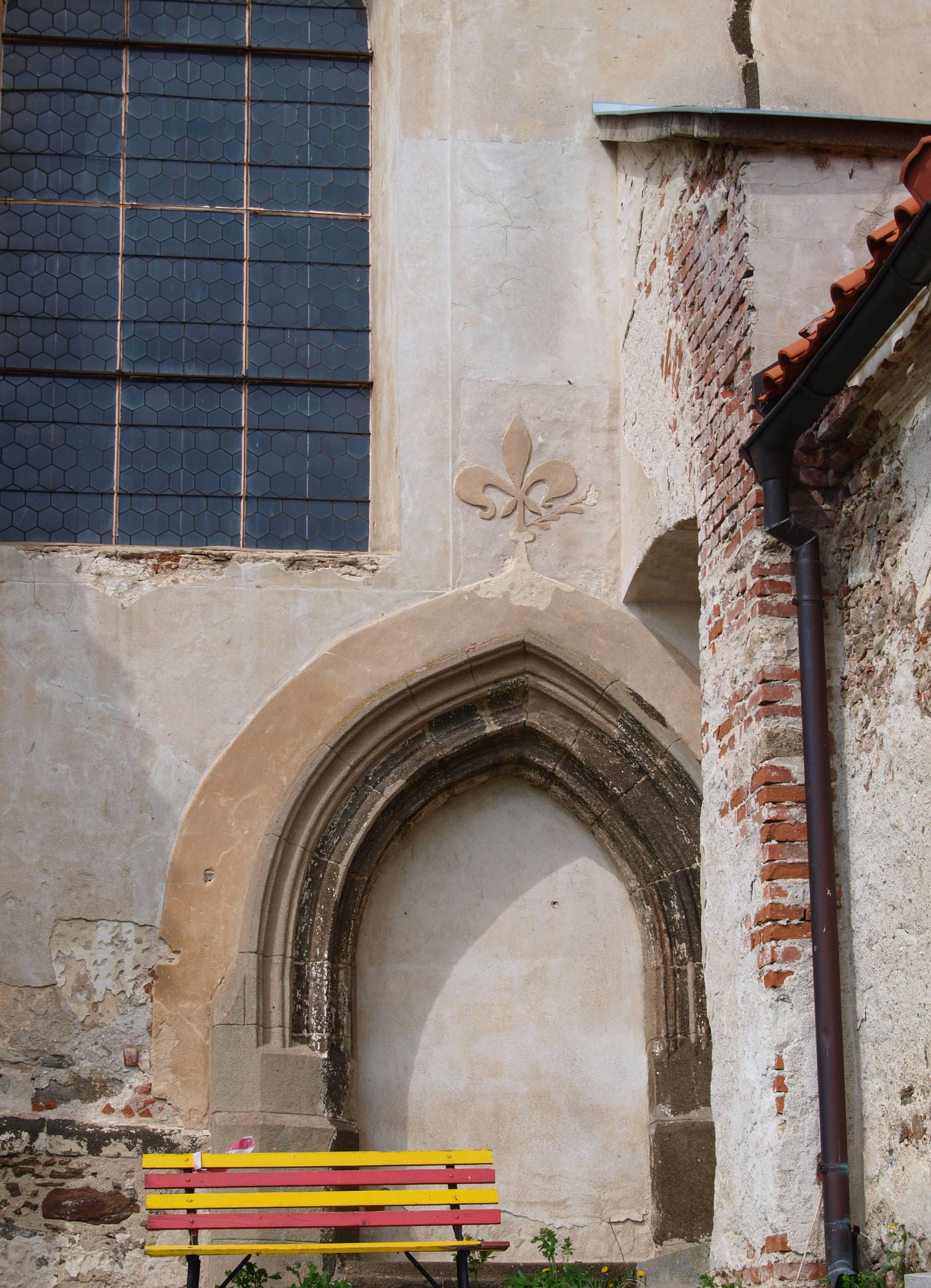
Portál na jižní straně
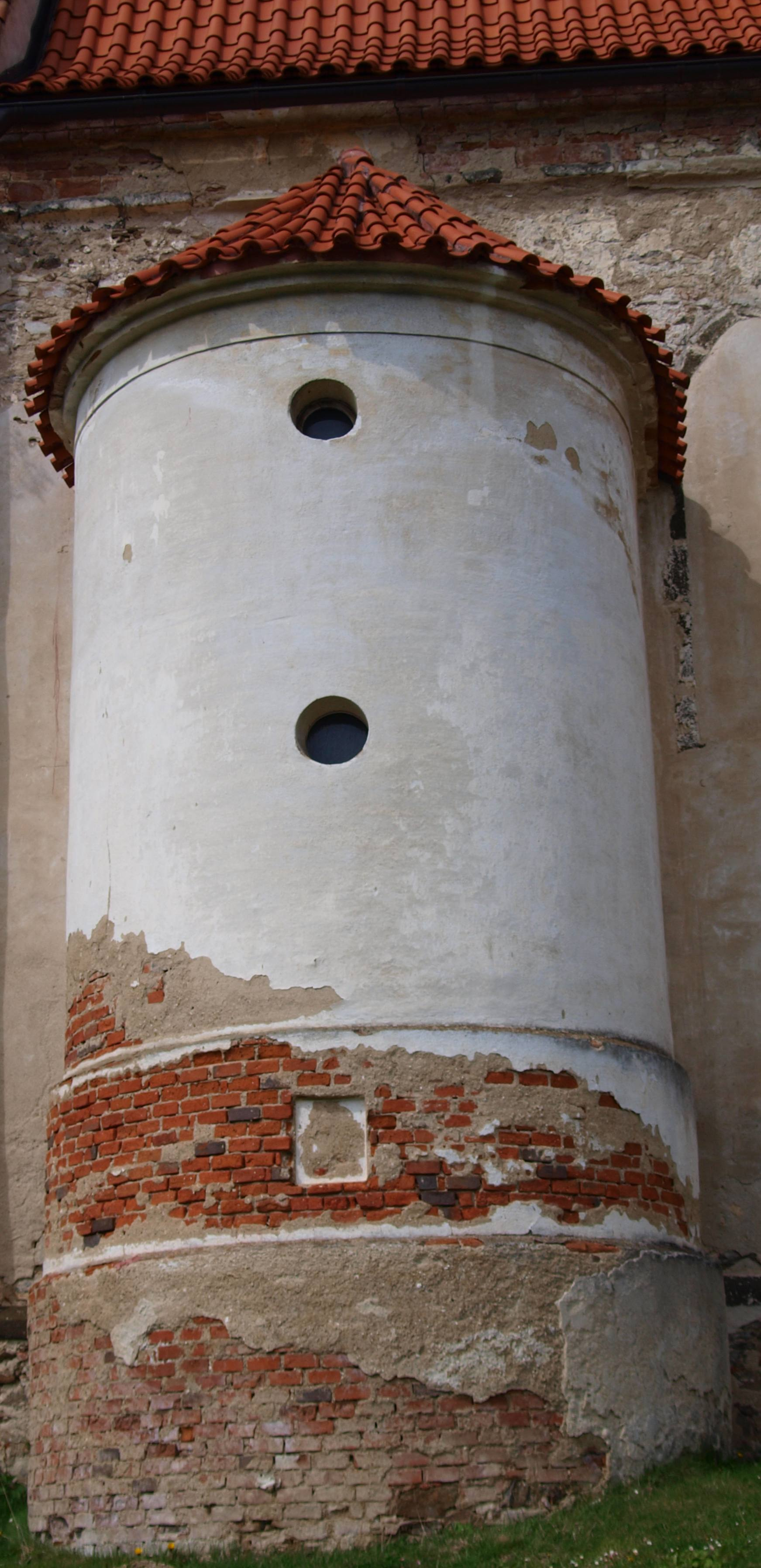
Jižní strana
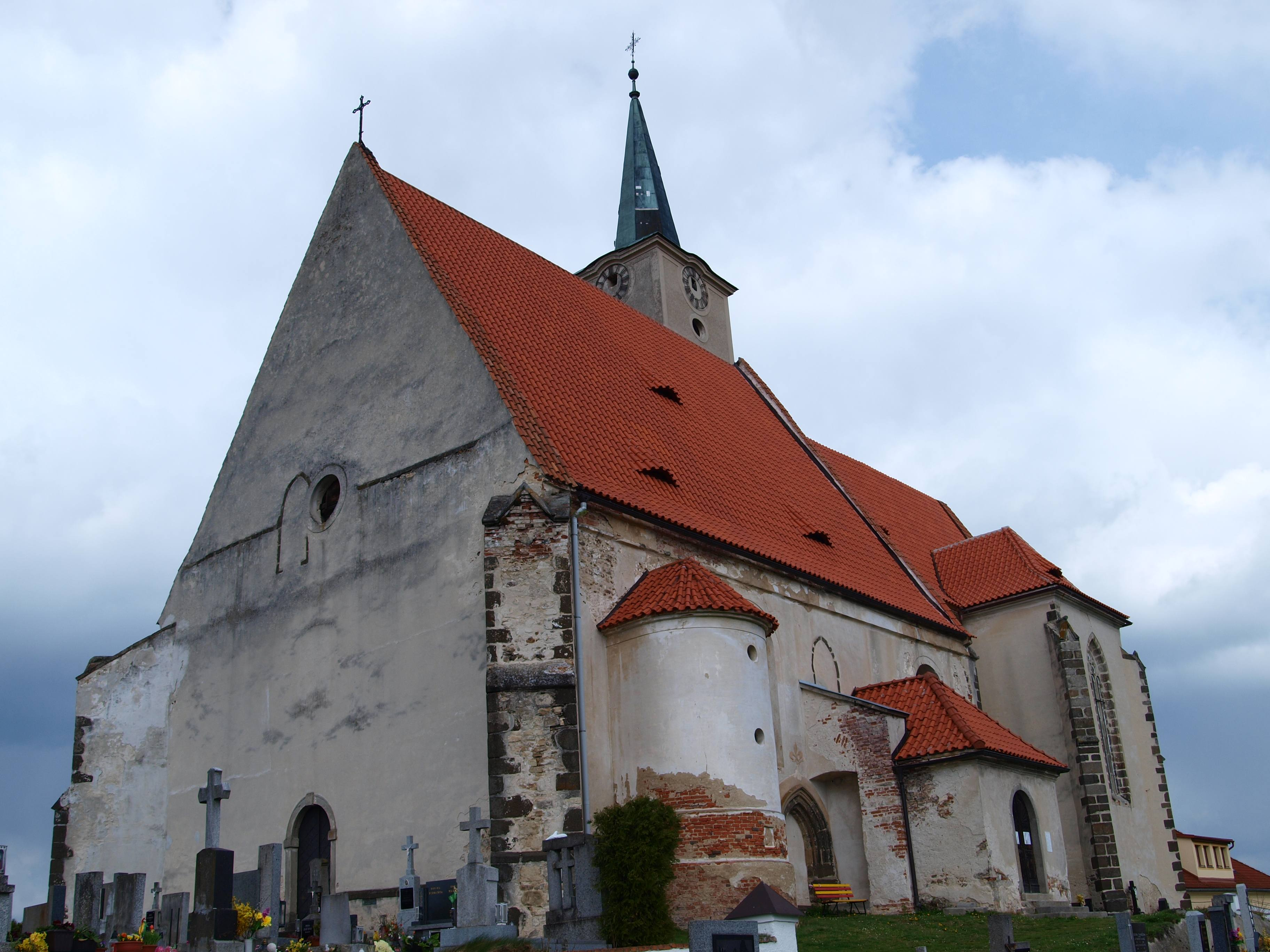
Pohled od jihozápadu
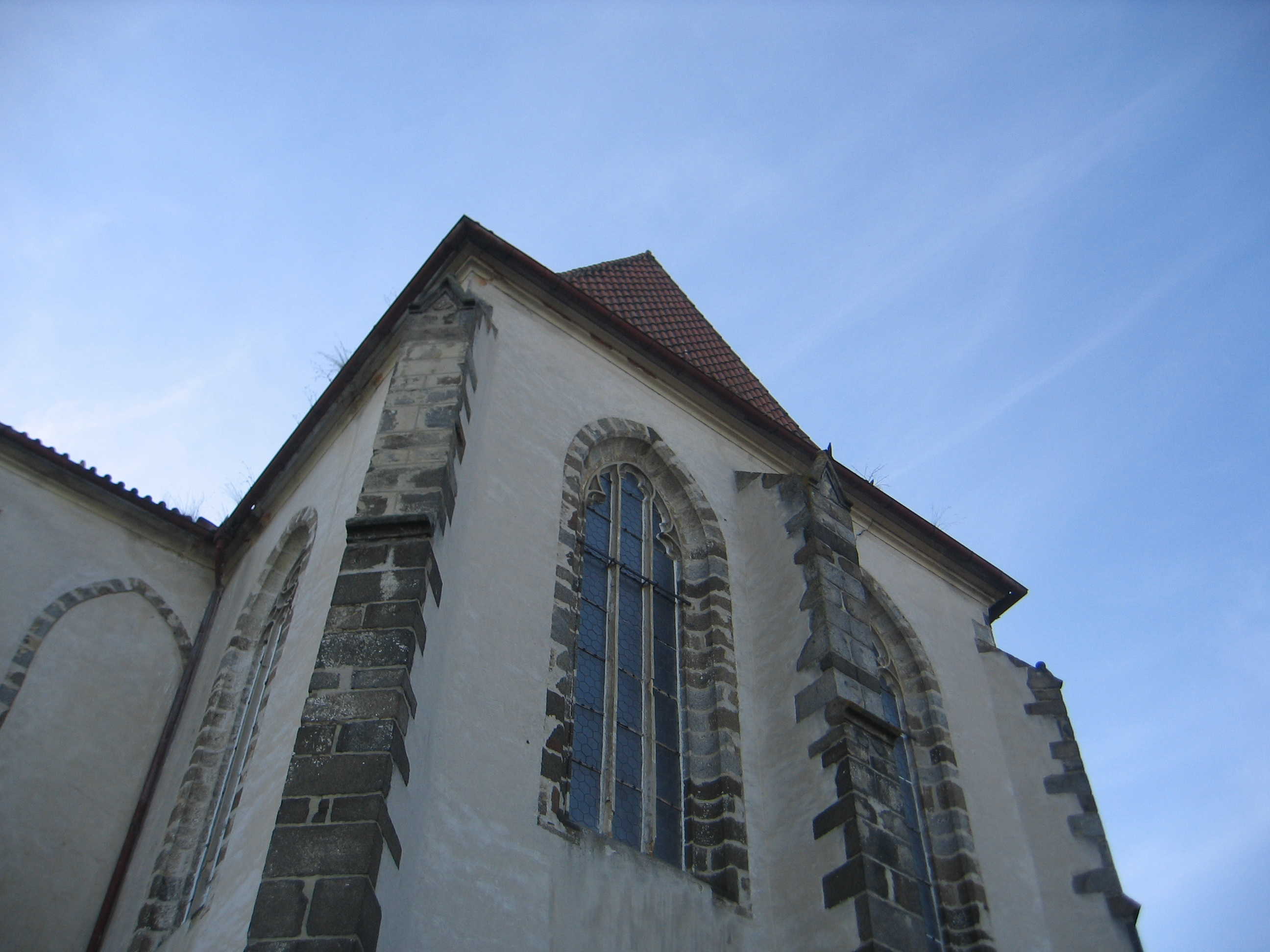
Presbytář od východu
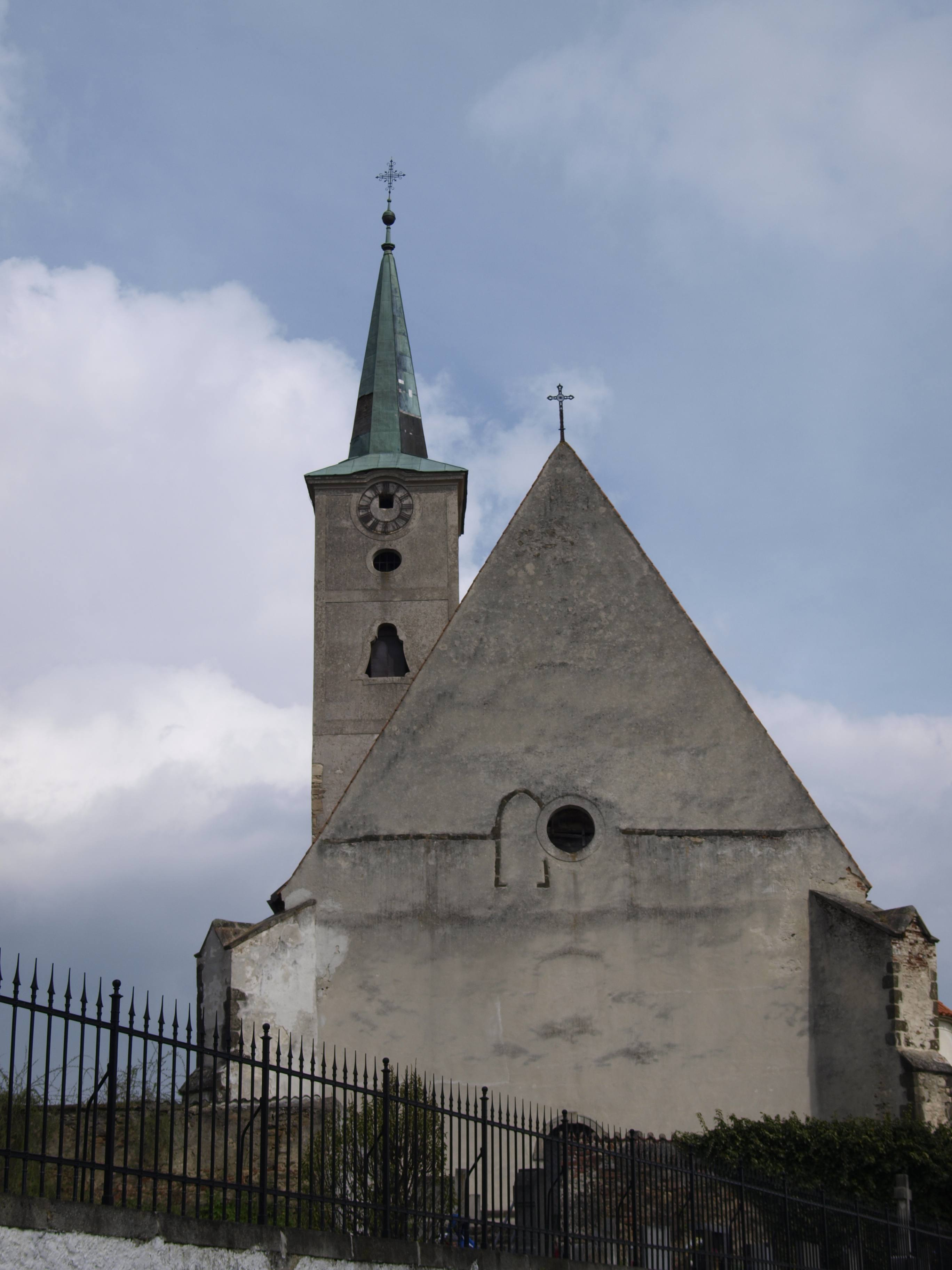
Pohled od západu